# Val-Brillant
Val-Brillant es un municipio canadiense situado en la provincia de Quebec.

## Superficie
Val-Brillant tiene una superficie de 77,9 km².

## Demografía
En 2021, tenía 899 habitantes, una densidad poblacional de 11,5 hab./km², y 504 viviendas.